# Доброго вечора, ми з України (марка)
«Доброго вечора, ми з України!» — українська поштова марка,  яка увічнює реальний історичний епізод, що трапився на Миколаївщині: український трактор потягнув танк, покинутий росіянами. Марка випущена у двох номіналах: М — для відправлення по Україні, W — для відправлення за кордон. Тираж обох номіналів — 5 млн екземплярів.  До поштової марки випущено також конверт «Перший день», немаркований художній конверт та листівку. Спецпогашення відбулося 28 липня 2022 року у День Української Державності.

## Історія
Фразу «Доброго вечора, ми з України!» українці обрали з-поміж п’яти поданих на голосування тем як сюжет наступної поштової марки воєнного часу. У відкритому конкурсі на найкращий ескіз до марки «Доброго вечора, ми з України!», на який надійшло 1500 творчих робіт, беззаперечну перемогу здобув малюнок Анастасії Бондарець.
У голосуванні взяли участь майже 900 тис. респондентів, 340 тис. з яких віддали голос за ескіз з трактором, який тягне російський брухт. За словами авторки, її малюнок про те, як кожен українець робить все від нього залежне, в силу своїх можливостей, аби наблизити нашу перемогу.
Ця марка, як і її попередниці, символізує незламність, безстрашність і винахідливість українців, якими сьогодні захоплюється весь світ.

Генеральний директор «Укрпошти» Ігор Смілянський зазначив: 
«Поштові марки з початком війни стали більшим, ніж засобом оплати кореспонденції, — вони стали зброєю України на міжнародній арені. Це вже четверта марка, яка, впевнений, розійдеться світом і покаже, які насправді українці — сильні і сміливі в боротьбі за свою незалежність. І поки росія витрачає мільярди на пропаганду проти України, ми будемо використовувати наш креатив і всі доступні можливості, щоб донести всім імідж України та українців».
В дизайні маркового аркушу номіналом «W» застосовано філателістичний прийом тетбеш (tête-bêche), коли один ряд марок розміщують у перевернутому вигляді. Це додає випуску художньої привабливості та колекційної цінності.
Появі фрази «Доброго вечора, ми з України” українці завдячують учаснику гурту «Даха Браха» Маркові Галаневичу, а пізніше гурту «Probass&Hardy», що використали її для треку, що з початком війни став улюбленим в Україні й світі.

## Опис

### Доброго вечора, ми з України
| —                        |                     |                     |
| ------------------------ | ------------------- | ------------------- |
| Дата випуску             | 28 липня 2022 р.    | 28 липня 2022 р.    |
| Номер за каталогом       | № 1989              | № 1990              |
| Формат марки             | 44х27,5 мм          | 40,5х30 мм          |
| Формат маркового аркуша  | 126х128 мм          | 162х102 мм          |
| Кількість марок в аркуші | 6 (2х3)             | 6 (3х2)             |
| Тираж кожної марки       | 3 000 000           | 2 000 000           |
| Номінал марки            | M                   | W                   |
| Спосіб друку             | офсет               | офсет               |
| Автор                    | Анастасія Бондарець | Анастасія Бондарець |

## Поштові картка і конверт

Поштова картка «Доброго вечора, ми з України!»
Поштовий конверт «Доброго вечора, ми з України!»